# Giardino Roberto Bazlen
Il giardino Roberto Bazlen, già giardino CTS di Porta Romana, è una piccola area verde del centro di Milano, sita nei pressi di porta Romana.
Creata negli anni settanta del XX secolo e in seguito dedicata al letterato Roberto Bazlen, ha una superficie di 6 200 m².